# Pegylis bennigseni
Pegylis bennigseni är en skalbaggsart som beskrevs av Brenske 1898. Pegylis bennigseni ingår i släktet Pegylis och familjen Melolonthidae. Inga underarter finns listade i Catalogue of Life.